# サン・マルコ地区

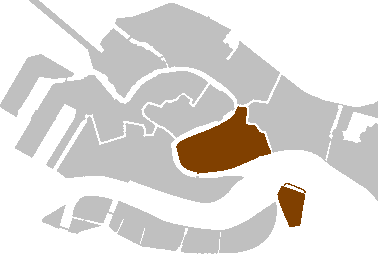
ヴェネツィア市内でのサン・マルコ地区の位置

サン・マルコ地区 は、ヴェネツィアの6つの地区の1つで、ヴェネツィアの中心地として街の中心に位置している。 サン・マルコ地区にはサン・ジョルジョ・マッジョーレ島も含まれている。 この地区にはサン・マルコ広場があるが、それは地区の一部として管理されることはなかった。

## 概要
この小さな地区には、サン・マルコ広場、サン・マルコ寺院、ドゥカーレ宮殿、ハリーズバー、ダンドロ宮殿、コーナーコンタリーニ・デイ・カヴァッリ宮殿、コーナーヴァルマラーナ宮殿、ダンナ・ヴィアロ・マーティネンゴ・ボルピ・ディ・ミズラータ宮殿、カヴァッリ宮、サンモイゼ宮、フェニーチェ劇場、グラッシ宮、ベラヴィーテ宮、そしてサンベネト、サンファンティン、サンタマリアデルジリオ、サンモイゼ、サントステファノ、サンサルバドル、サンジュリアーノ、サンサムエレにある教会堂などのヴェネツィアの中でも有名な場所が多数ある。
この地域は建物が密集しており、ヴェネツィアの政府が置かれていた場所である。 現在は観光客が多く、多くのホテルや銀行、高価な商店がある。

また、「鉄拳」、「アサシン クリードII」、「ベネチカ」など、ゲームにも登場する場所である。

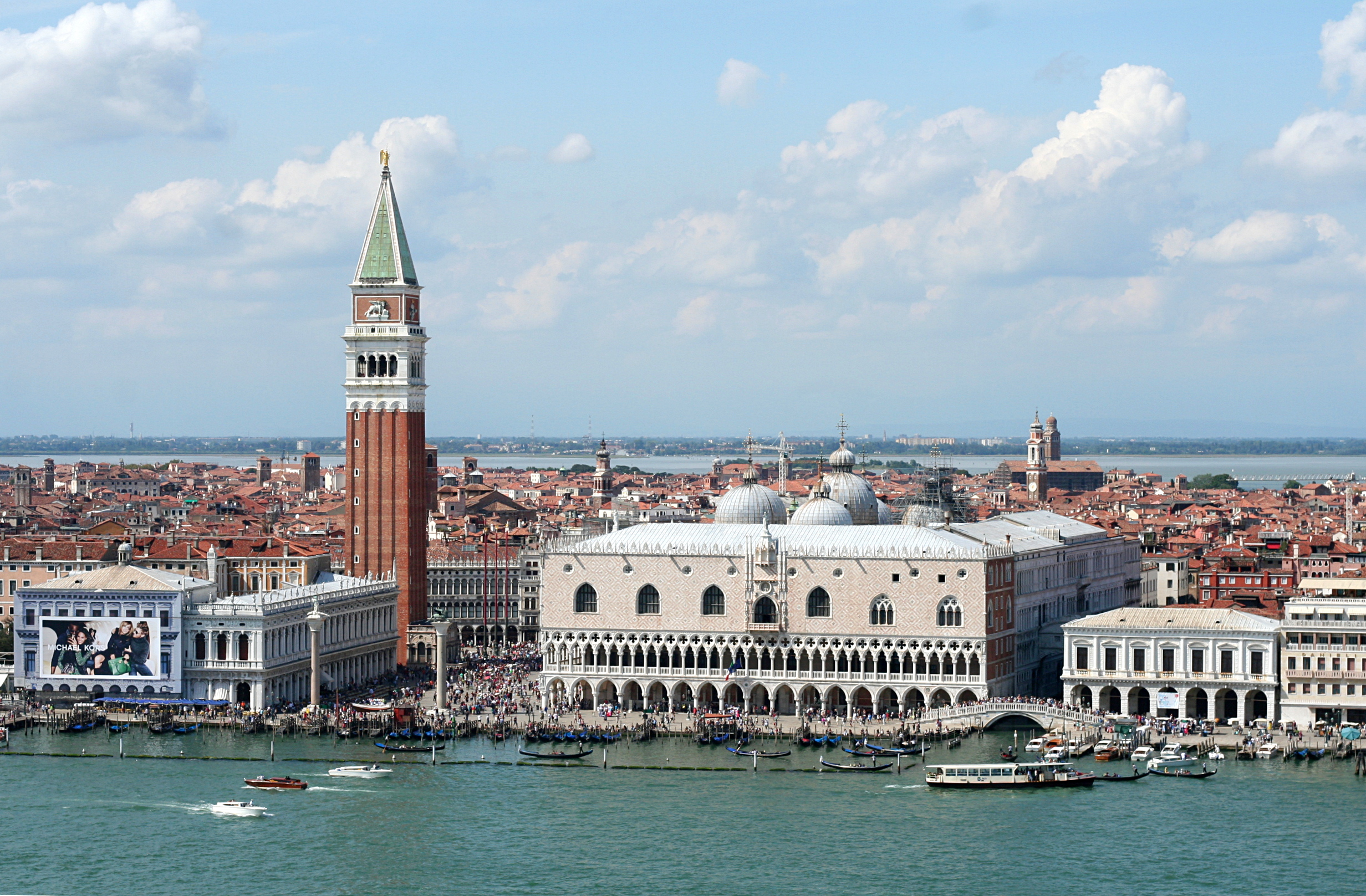
サン・ジョルジョ・マッジョーレの鐘楼から見たサン・マルコ地区
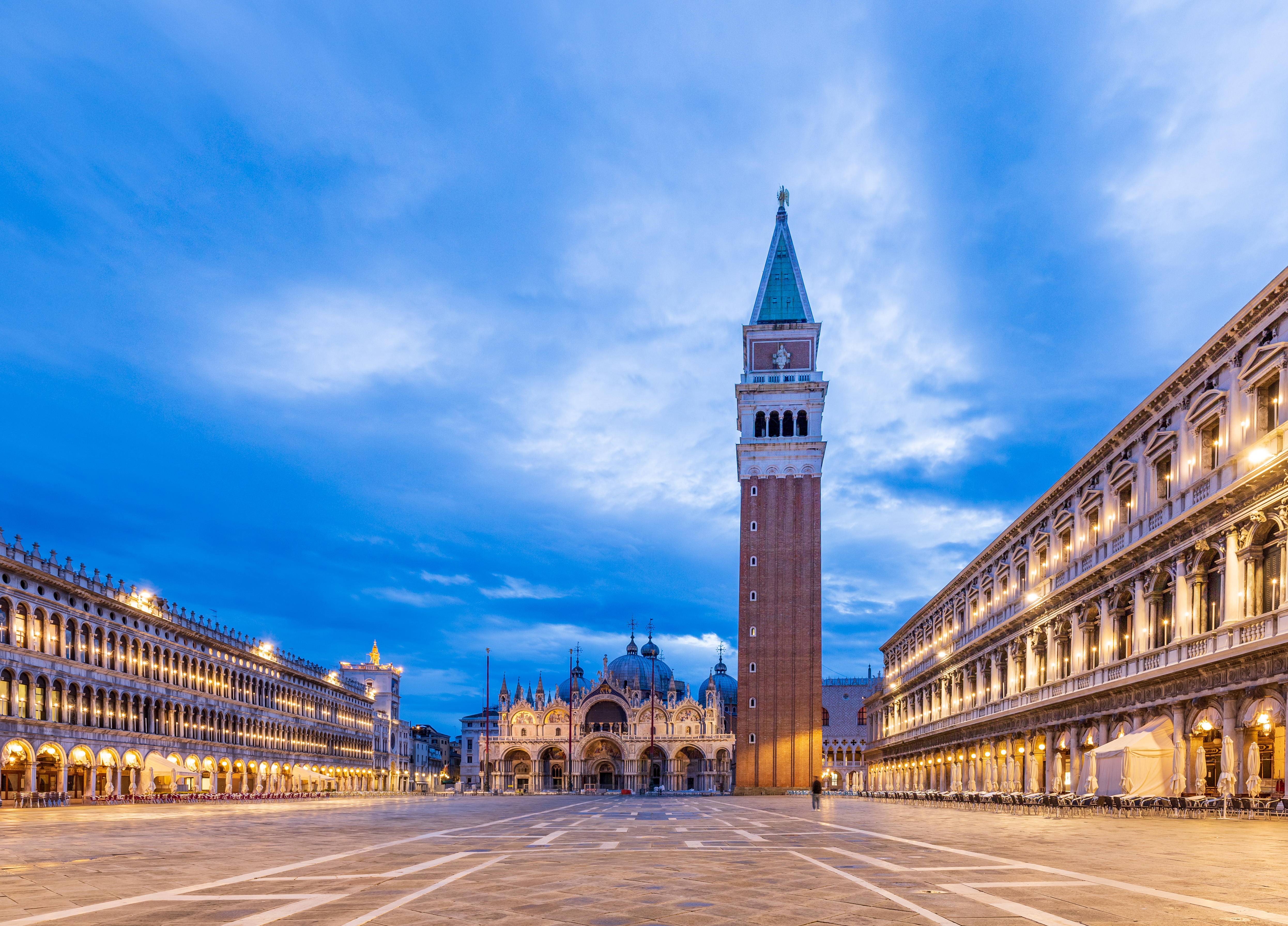
サン・マルコ広場